# 織豊系城郭
織豊系城郭（しょくほうけいじょうかく）とは、織田信長・豊臣秀吉とその配下の家臣団・諸大名によって築城・改修された、共通する特徴をもつ城郭のこと。軍事施設の意味合いが強い中世城郭（戦国期城郭）から、政治的中心地となった近世城郭へ移行する過渡期に位置づけられ、同じ特色をもつ城郭が画一的に全国に広がったことが特徴である。ただし、その定義は専門家でも一致しておらず、特に縄張り（出入り口）に着目する千田嘉博と、構造（石垣・瓦・礎石）に着目する中井均の見解が対立している。本記事では千田・中井両説を分けて記述する。

## 概説
太平洋戦争後、城郭研究は軍事研究の一種とみなされて歴史学の対象とされてこなかったが、その一方で根津袈津之や藤崎定久など民間城郭研究家によって織田・豊臣による城郭に共通性を見出す見解は示されていた。
1980年に発表された村田修三の提言を受けて、歴史学でも考古学的手法による城郭調査が積極的に行われるようになった。最初に織田・豊臣系の縄張りに特徴を見出したのも村田であった。1984年に村田は、出入り口構造に嘴状に突出した虎口と喰違いがある虎口を見出し、これを織田・豊臣系の特徴と位置付け「虎口革命」と呼んだ。
この村田説をさらに深化させたのが千田である。1987年に千田は、出入り口の構造を「折れ」と「空間」に分化し、平虎口から喰違い、枡形への変化を形式的に5期11類型に分類する虎口編年を提唱。この特徴をもつ城郭を織豊系城郭と名付けた。この千田の提言は、中世城郭と近世城郭に2分されていた城郭系譜に、新たに織豊系城郭を設定した点で画期的であり、これ以降は織豊系城郭の研究が盛んに行われるようになる。千田説のような縄張り論による織豊系城郭の特徴は、曲輪の構造が矩形であることや土塁が直線的かつ折れ曲がる点・横矢掛けの発達・畝状空堀群の消失などが挙げられており、1990年以降は全国の城郭でこれらの特徴が見出されるようになり、織豊系城郭の名称が定着した。
一方でこれと異なる特徴を見出し、1990年に発表したのが中井である。中井は、出土する石垣・礎石建物・瓦に注目。これらの要素は戦国期城郭にも見られるものであるが、その3つの要素を有機的に組み合せたことを織豊系城郭の特徴とした。中井は1992年から「縄張り研究ではない新しい切り口」の研究を目的とした織豊期城郭研究会を主宰し、同時期の城郭研究を牽引。その後多くの発掘調査により石垣・瓦の編年研究が行われ、その成果により中井は自説が補強されたとしている。
なお、千田は縄張りの変遷から徳川期に至るまでその影響を見出して織豊系城郭の研究範囲に含めるが、中井はこれに異を唱え、さらに織田と豊臣の城郭にも差異が見られるとする立場から織田・豊臣城郭の名称を使用するようになっている。
両者の説は方法論が異なり、織豊系城郭の位置づけにも差異が見られるが、織田・豊臣系の城郭には他の大名の城郭に見られない特徴的な構造・縄張りが備わっていた事は、ほぼ定説となっている。また、戦国期には地域・大名ごとに特色ある城郭が築城されていたが、織豊期には織豊系城郭が画一的に全国に広がっていく特徴が指摘されており、織豊系城郭の研究は城郭そのものに留まらず、築城に意図された織豊政権の政治的な考察にも及んでいる。

## 千田説

### 縄張り論による織豊系城郭の位置づけ
千田は城郭の変遷を、中世に城郭が室町守護大名の館型城郭から戦国期の山城へ転換し、そうした拠点山城の中から織豊系城郭が生まれて発達しながら全国に広まり、これを原型として近世城郭へと至ったとする。また、戦国期には戦国大名に限らず、寺社勢力・在地領主らも軍事力をもつ多様で多重的な防御施設が存在したとした上で、そうした拡散されていた軍事力を中央権力が独占して築城権を統制していくのが織豊期としている。そうした変化の背景には、権力構造・戦闘方法・社会構造などの時代の変化があるとするが、それらの影響は城の立地のみならず、城郭の形すなわち縄張りの変化にも見出すことが出来、さらには城下町の形成まで及んだとしている。
近世城郭の特徴となっている本丸を核として二の丸・三の丸を配置した求心型縄張り構造は、16世紀第2四半期に成立した。千田は、それ以前の曲輪が並立するような縄張りを「守護大名の館型城郭や各々が防御設備を有する家臣屋敷が群集した守護大名城下町が発達したもの」とした一方で、近世的な求心型縄張りは「大名の居館がある本丸を頂点として家臣屋敷を階層的に配置することで実現した」もので、その背景には大名が家臣団を官僚型支配するようになったという権力構造の変化があるとしている。こうした求心型縄張りを採用した大名には、後北条氏・武田氏・織田氏がいるが、その中でも建築群に礎石建物を採用し、長い期間を見通した安定した社会システムを実現しようとしたのが信長であった。信長は安土城で、天主を頂点として山腹には家臣団の屋敷・山麓には城下町を有する身分秩序を具現化した縄張りを完成させ、織豊系城郭の方向性を決定づけた。これを引き継ぐ秀吉は、公の城である聚楽第・伏見城に諸大名の屋敷を造らせて結集させたことで、城郭に「首都性」を持たせ天下人としての地位を明確に示した。
また、織豊系城郭は安土城・大坂城・聚楽第・江戸城と統一政権の本拠が移り変わる中でそれぞれの拠点を規範とし、各地に築城されていった。千田は、各地に諸大名に依る一元的な権力構造を確立させることが豊臣政権の方針だとした上で、諸大名は中世的慣行や家臣の自立性を打破しつつ身分制を具現化した織豊系城郭を本拠の城として築くと同時に地方色豊かな中世城郭は破城・改修されていき、織豊系城郭が全国に広まったとしている。以上のように千田は、織豊系城郭から近世城郭に至る変化は、単なる軍事的発達ではなく政治的・社会的な変革そのものであったとしている。

### 虎口編年
こうした縄張りの変遷の中でも、とりわけ激しく変化し、かつ規範性をもって全国に広まったのが出入り口の形状とした上で、これを指標とした虎口編年により織豊系城郭の定義を試みたのが千田説である。
| 期 年代              | 細分 | 標式     | 特徴 | 特徴                                                                                                  |
| -------------------- | ---- | -------- | --- | --- |
| 第1期 1560年頃まで   |      | 松平城   | 城道に折れも虎口空間も持たない、いわゆる平虎口。土塁も発達していない。                                                                            | 城道に折れも虎口空間も持たない、いわゆる平虎口。土塁も発達していない。                                |
| 第2期 1560年代       |      | 品野城   | 城道に1折れをもつ。要所に土塁を持つ。 | 城道に1折れをもつ。要所に土塁を持つ。                                                                 |
| 第3期 1567年から76年 |      | 岐阜城   | 城道が2折れした、いわゆる喰違い虎口。堀切・土塁・石垣を備え、織豊系城郭の特徴が明確になったといえる。                                             | 城道が2折れした、いわゆる喰違い虎口。堀切・土塁・石垣を備え、織豊系城郭の特徴が明確になったといえる。 |
| 第4期 1676年から82年 | 4A   | 安土城   | 2折れした出入り口の背後に虎口空間（小曲輪）を有する。小曲輪は出撃機能を意図した空間と考えられ、防御と攻撃の機能を併せ持った構造と評価できる。     | 第3期までの変化を継承するもので、外枡形を形成するもの。                                               |
| 第4期 1676年から82年 | 4B1  | 丸山城   | 2折れした出入り口の背後に虎口空間（小曲輪）を有する。小曲輪は出撃機能を意図した空間と考えられ、防御と攻撃の機能を併せ持った構造と評価できる。     | 横堀を組み合わせ、織豊系馬出を形成するもの。                                                          |
| 第4期 1676年から82年 | 4B2  | 大森城   | 2折れした出入り口の背後に虎口空間（小曲輪）を有する。小曲輪は出撃機能を意図した空間と考えられ、防御と攻撃の機能を併せ持った構造と評価できる。     | 横堀を組み合わせ、織豊系馬出を形成するもの。                                                          |
| 第5期 1583年以降     | 5A1  | 大坂城   | 多折れ多空間を有する。虎口空間が城郭全体に形成され、第4期で意図された出入口機能が城郭全体に展開されたと評価できる。近世城郭の完成段階とも言える。 | 外桝形を基礎に虎口空間を一般化したもの。                                                              |
| 第5期 1583年以降     | 5A2  | 高取城   | 多折れ多空間を有する。虎口空間が城郭全体に形成され、第4期で意図された出入口機能が城郭全体に展開されたと評価できる。近世城郭の完成段階とも言える。 | 外桝形を基礎に虎口空間を一般化したもの。                                                              |
| 第5期 1583年以降     | 5B1  | 玄蕃尾城 | 多折れ多空間を有する。虎口空間が城郭全体に形成され、第4期で意図された出入口機能が城郭全体に展開されたと評価できる。近世城郭の完成段階とも言える。 | 馬出空間を基本とし、堀を設けたもの。                                                                  |
| 第5期 1583年以降     | 5B2  | 岩崎城   | 多折れ多空間を有する。虎口空間が城郭全体に形成され、第4期で意図された出入口機能が城郭全体に展開されたと評価できる。近世城郭の完成段階とも言える。 | 馬出空間を基本とし、堀を設けたもの。                                                                  |
| 第5期 1583年以降     | 5B3  | 名古屋城 | 多折れ多空間を有する。虎口空間が城郭全体に形成され、第4期で意図された出入口機能が城郭全体に展開されたと評価できる。近世城郭の完成段階とも言える。 | 馬出空間を基本とし、堀を設けたもの。                                                                  |

こうした虎口に見られる軍事的発展は慶長期の江戸城で頂点に至るが、江戸城は2度の大改修で政治的・儀礼的場へと変貌する。諸大名による築城も1617年の高槻城改修以降は、虎口が略式化され縄張りも直線的で単純なものに変化し、堀や石垣などの構造も権威を象徴する記号と捉えられるようになる。こうした変化の背景には大砲の出現による戦術の進化があるが、根本的には封建社会の安定を背景として権力の象徴を目的とした近世城郭が完成したとし、これをもって縄張りで身分制度を具現化しようとした織豊系城郭の指向は終焉を迎えたとしている。

### 千田説への批判
中井は、一般的な編年は新しい形式が登場すると古い形式は淘汰されるとした上で、虎口形状は新旧が併用されるので、虎口変化の初源を抑えることは出来ても終焉を判断することが出来ず、編年とは呼べないとする。

## 中井説

### 構造からみる織豊系城郭の位置づけ
中井は、織豊系城郭を中世的な軍事目的の臨時施設から、近世的な恒久的施設に変えて安定した在地支配を指向した画期であると捉え、その為に従来は普請（土木）が中心であった築城から、それに作事（建築）を加えたことを織豊系城郭の特徴にあげている。その上で、恒久性を実現するために採用された構造として、瓦葺き屋根とその重量を支え建物の耐久性を向上する礎石造りと石垣があり、これらを融合して採用したことが織豊系城郭の特質と評価している。こうした3要素を満たす、最も早い築城は坂本城と勝龍寺城とした上で、これらは安土城の実験として信長が明智光秀と細川藤孝に命じ、瓦工などの工人を貸与して築城させたとし、安土城で織豊系城郭が完成したとしている。
こうした構造の変化は急峻な石垣の上に重層建物を建てることを可能とし、城郭の防御力を飛躍的に向上させることに寄与した。しかし中井は、織豊系城郭の本質的な目的を、城郭に視覚的効果を付与することだとしている。安土城の特徴として、狩野永徳のように従来の築城で動員される事のない工人が動員された事が挙げられ、中井はその様子を中世寺院のようであると指摘している。こうした要素は、金箔瓦や天主にも見出すことができ、統一政権のシンボルとして政治理念を具現化することが築城の目的であったとしている。
このような特徴をもつ織豊系城郭は秀吉に受け継がれるが、中井は信長と秀吉の築城には明確な相違があるとする。信長は小牧山城から安土城に至るまで一貫して山麓に居館を構え立地は戦国の山城そのものだと指摘し、一方の秀吉の大坂城は平城で普請の土木量あるいは石垣に用いる石材の調達に掛かる労力は膨大であり、秀吉の城こそが近世城郭に影響を与えたとしている。
また、秀吉の時代に織豊系城郭は全国に広まっていくが、中井はそれらは築城者が自発的に採用・模倣したのではなく、秀吉の意思によって築城されたとしている。その理由として広島城・大高阪山城の石垣に織豊系の技術が導入されており、秀吉配下の工人の貸与などが想定できることや、金箔瓦が一門の八幡山城・岡山城に留まらず、徳川領を取り囲むように沼田城・小諸城・上田城に見られる点を挙げている。

### 礎石建物・瓦・石垣
中井は、礎石建物・瓦・石垣は中世城郭でも用いられたが、技術的な画期は織豊系城郭にあり、かつこれらが融合した事が織豊系城郭の特徴としている。

#### 礎石建物
戦国大名が礎石建物を造るのは南北朝時代から室町時代にかけてと考えられる。ただしこの頃は恒常的な居館を意識したもので、城郭内に礎石建物は認められない。やがて城郭内で礎石建物が作られるが、これらは櫓あるいは硝煙蔵などの施設と推定され、鉄砲の出現に付随する軍事的な意味合いが強いと考えられる。やがて城郭内に礎石を用いた居館が作られるが、早い時期には一乗谷朝倉館が挙げられ、観音寺城・小谷城・岐阜城などが続く。そして安土城で天主と呼ばれる高層建築物を実現させたとしている。

#### 瓦
城郭内で瓦葺が確認できる早い事例は岐阜城で、永禄から天正年間に瓦葺建物があったと考えられる。これに二条御所・勝龍寺城が続くが、質・量で圧倒するのは安土城である。城郭内の瓦葺建物は織田系を除くと、同時期には岡豊城で確認されるのみであり、権威を誇示する織豊系城郭の特徴としている。特に金箔瓦は信長が安土城で最初に採用し、秀吉は一門の居城・徳川領を包囲する城・京都から名護屋城を繋ぐ街道沿いの寺社や城に見られ、パフォーマンス的要素が高いとしている。

#### 石垣
石垣を伴う城郭は観音寺城などが早いが、中井はこれらの石垣には裏込めの栗石を伴うものが無く、石積みと称するべきだとしている。その上で、栗石を伴う石垣の出現は岐阜城が最初であり、安土城で技術的に完成したとしている。このような石垣は、その上に分厚い壁をもつ重量建造物の建築を可能とし、鉄砲の攻撃に耐えうる防御機能を備わったとしている。また、複雑な防御線を形成する虎口も石垣の出現により可能となったとしている。

### 中井説への批判
千田は、近世城郭の要件として天主・石垣・瓦の使用を挙げることは、これらの要件を持たない城郭、例えば関東の土づくりの城郭が近世城郭から除外されてしまうとし、構造を要件とした城郭の分類を批判している。